# Пенхратка-Мала
Пенхратка-Мала (пол. Pęchratka Mała) — село в Польщі, у гміні Анджеєво Островського повіту Мазовецького воєводства.
Населення — 179 осіб (2011).
У 1975-1998 роках село належало до Ломжинського воєводства.

## Демографія
Демографічна структура станом на 31 березня 2011 року:
|          | Загалом | Допрацездатний вік | Працездатний вік | Постпрацездатний вік |
| -------- | ------- | ------------------ | ---------------- | -------------------- |
| Чоловіки | 92      | 16                 | 60               | 16                   |
| Жінки    | 87      | 13                 | 53               | 21                   |
| Разом    | 179     | 29                 | 113              | 37                   |